# 文繡

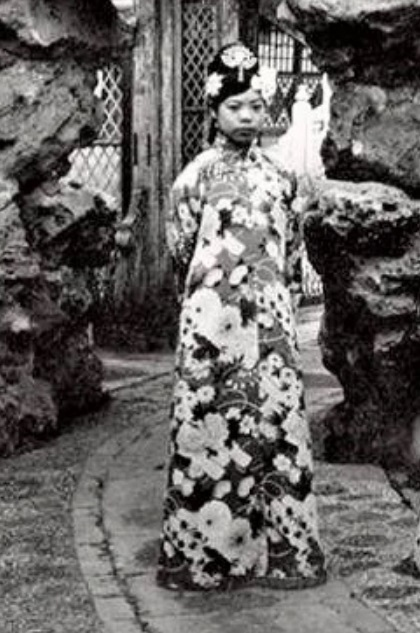
文繍

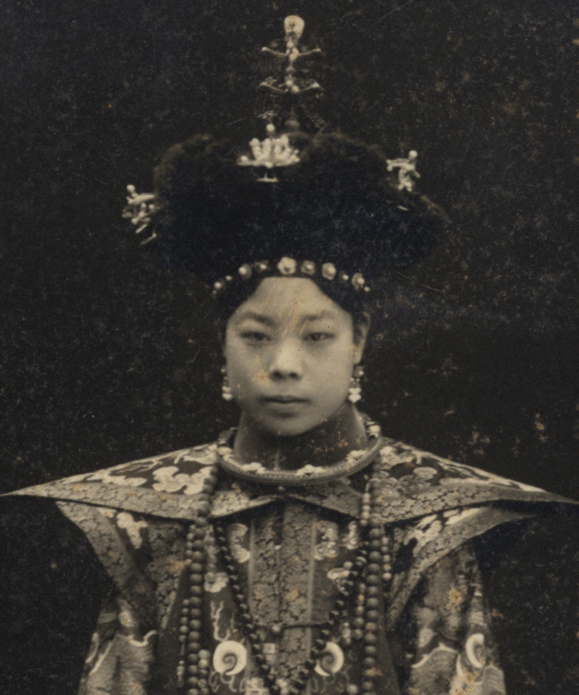
文繍

文繡（ぶんしゅう、1909年12月20日 - 1953年9月17日）は、清朝最後の皇帝愛新覚羅溥儀の側室（第2夫人）である。位階は淑妃。

## 生涯
モンゴル人でエルデト（Erdet、額爾徳特）氏の出身。端恭の娘。
1921年（民国10年）、敬懿皇貴妃により皇后候補に推されたものの、生家は没落しており、端康皇貴妃に否決された。翌年、12歳で溥儀の淑妃（側室）となった。1924年、溥儀・皇后婉容とともに紫禁城を離れて天津の張園に移った。
1931年、溥儀との離婚を裁判所に申請して認可され、溥儀が慰謝料5万5千元を支払うことで離婚が成立した。この時の離婚の条件は、文繍が生涯結婚をしないというものであった。

離婚後、旧清朝時代の廷臣（朝廷に仕える臣下）の要求によって、溥儀は文繍の位を剥奪、平民とした。
その後は私立女学校の教師となるが、退職後は次第に貧しい生活をするようになり、1953年9月17日、北京で飢死に近い状態で死去した。

2004年、清朝皇室の子孫が溥儀（廟号「恭宗」、諡号「愍皇帝」を追贈）および2人の正妻（皇后婉容→孝恪愍皇后、後妻李淑賢→孝睿愍皇后）と、溥儀が満州国皇帝時代に迎えた2人の側室（貴人譚玉齢→明賢皇貴妃、貴人李玉琴→敦粛福貴妃）に諡号を追贈した。しかし文繍は離婚によって庶民に降格されていたという理由から諡号は贈られなかった。

## ギャラリー

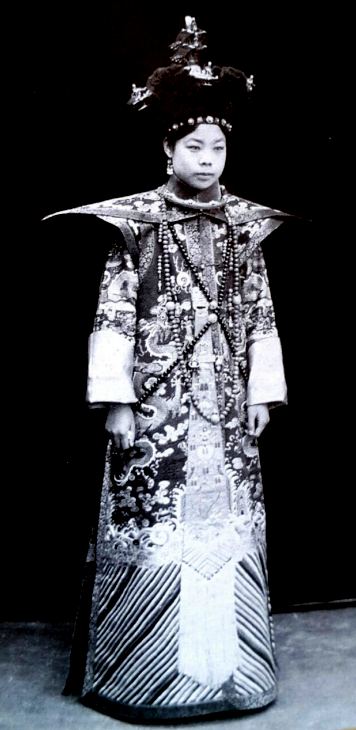
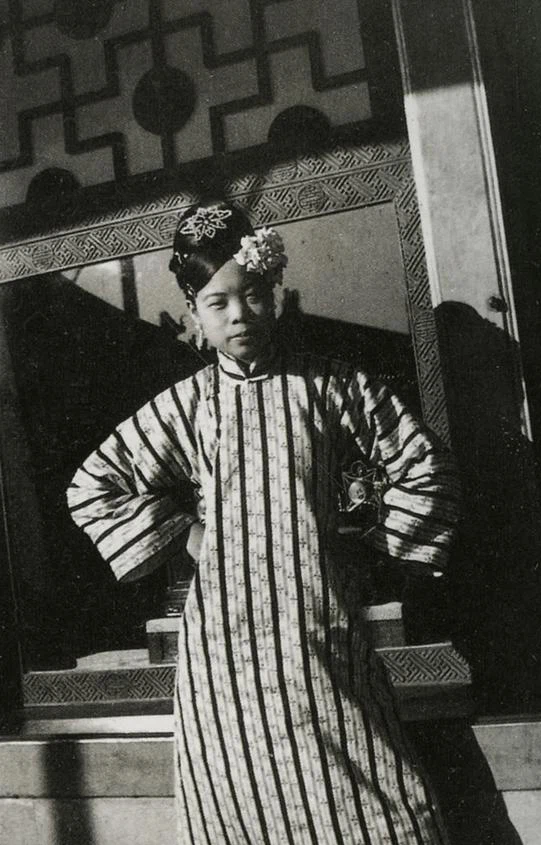
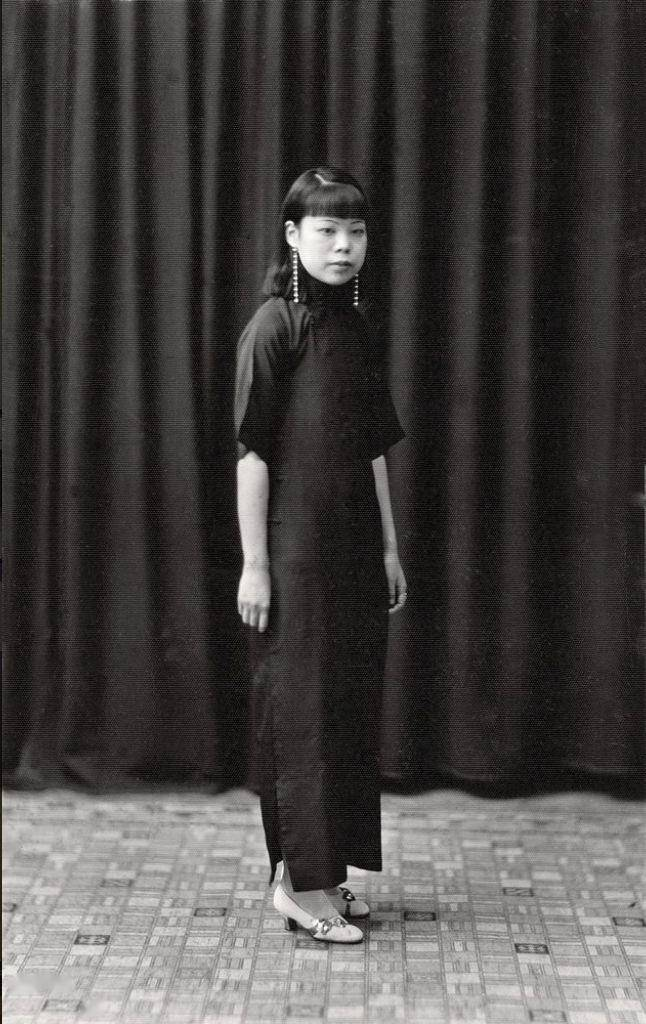